# Klątwa Ondyny

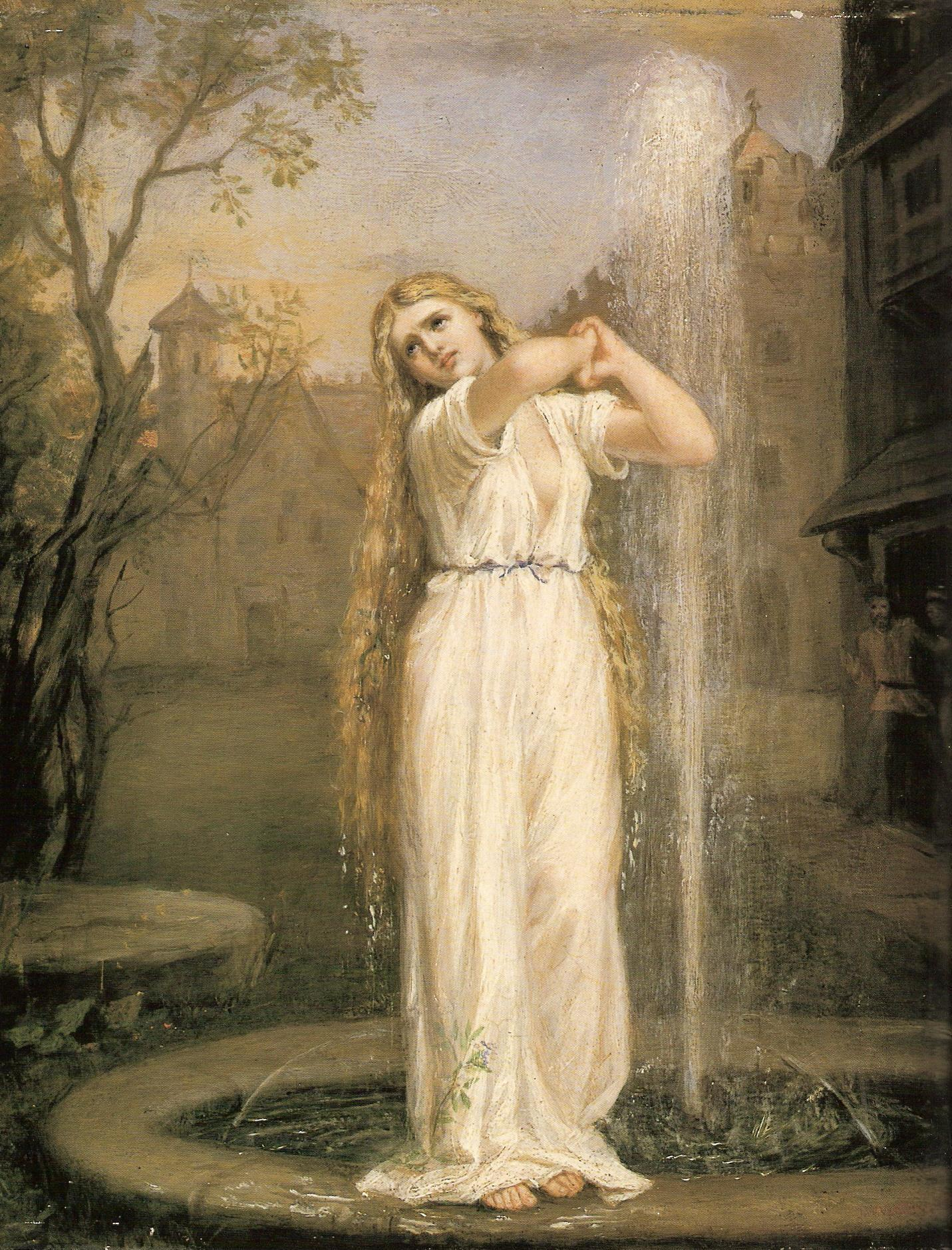
Ondyna na obrazie Johna Williama Waterhouse'a (1872)

Klątwa Ondyny (zespół wrodzonej ośrodkowej hipowentylacji, pierwotna hipowentylacja pęcherzykowa, ang. Ondine's curse, [idiopathic] congenital central hypoventilation syndrome, CCHS, primary alveolar hypoventilation) – rzadka, genetycznie uwarunkowana, potencjalnie śmiertelna choroba układu nerwowego. Chorzy z tym zespołem mogą doznać zatrzymania oddechu we śnie. Jest to rzadka przyczyna bezdechu śródsennego, spowodowana nieprawidłową funkcją autonomicznej kontroli oddychania.

## Etiologia
U około 91% pacjentów z CCHS stwierdza się mutację genu homeotycznego PHOX2B w locus 4p12. Mutacja polega na ekspansji powtórzeń polialaninowych w eksonie 3 genu. W innych przypadkach stwierdzano mutacje genów RET, GDNF, EDN3, BDNF i ASCL1, jednak rola tych mutacji w patogenezie CCHS nie jest dostatecznie udowodniona.
Niespójne dane dotyczą spekulacji, czy członkowie rodzin osób chorych są również obarczeni patologią. Z jednej strony członkowie rodzin nie wykazywali cech zaburzeń kontroli oddechu, natomiast z drugiej u niektórych znajdowano pewne nieprawidłowości autonomicznego układu nerwowego. Istnieją pojedyncze doniesienia o kobietach z CCHS, które urodziły dzieci również obciążone tą chorobą. Opisywano też bliźnięta jednojajowe, rodzeństwo i rodzeństwo przyrodnie, u których występowały CCHS lub zespół Haddada. Stwierdzano częstsze występowanie SIDS i innych chorób związanych z dysregulacją autonomicznego układu nerwowego u członków rodzin pacjentów z rozpoznanym CCHS.

## Patofizjologia
Folgering i wsp., w badaniu pośmiertnym niemowlęcia zmarłego z powodu CCHS, stwierdzili brak jądra łukowatego podwzgórza, jednak w większości przypadków nie stwierdza się anatomopatologicznych podstaw zaburzenia. Przypuszcza się, że dysregulacja autonomicznego układu nerwowego ma bardziej złożoną przyczynę.

## Epidemiologia
Liczbę opisanych przypadków CCHS szacuje się na około 100; w 1999 roku sugerowano, że na całym świecie żyjących dzieci z CCHS jest zaledwie około 160-180, z zastrzeżeniem, że liczba ta może być niedoszacowana. Natomiast w 2004 oceniano, że do tego momentu opisano około 300 przypadków CCHS.

## Objawy i przebieg

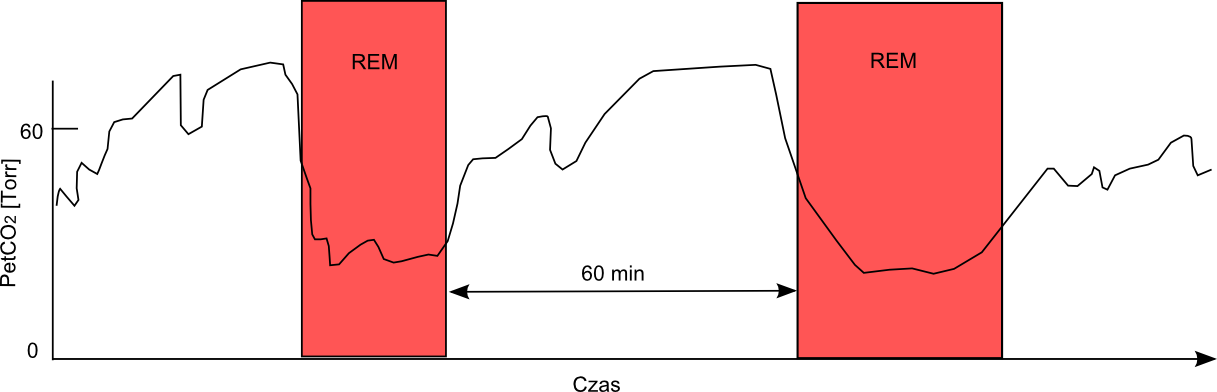
Wykres zależności końcowo-wydechowej prężności dwutlenku węgla (PetCO_{2}, w torach) od czasu w trakcie snu u 8-letniego chłopca z rozpoznanym CCHS. Zwraca uwagę hiperkapnia w fazie NREM i normokapnia w fazie REM snu

Podstawowym objawem zespołu jest niewydolność oddechowa, przede wszystkim podczas snu (nie licząc fazy REM), i upośledzona odpowiedź na hiperkapnię i hipoksemię, działające łącznie lub osobno. 
Obok zaburzeń kontroli oddychania, u chorych z CCHS może występować nerwiak zarodkowy, choroba Hirschsprunga, inne objawy dysfunkcji autonomicznego układu nerwowego: dysfagia spowodowana zaburzeniami motoryki przełyku, nieprawidłowa motoryka żołądka, zaburzenia rytmu serca prowadzące od omdleń wazowagalnych do asystolii włącznie, nieprawidłowe reakcje źrenic na światło, incydenty zlewnych potów, obniżona temperatura ciała (zaburzona regulacja temperatury ciała). U pacjentów z mutacjami PHOX2B stwierdzano dyskretne cechy dysmorficzne twarzy. Choroba Hirschsprunga występuje u około 16% pacjentów z CCHS; współwystępowanie tych dwóch chorób określa się jako zespół Haddada.
Ciekawym zagadnieniem jest zła tolerancja alkoholu przez chorych z CCHS. Ponieważ przeżywalność chorych jest coraz lepsza, dzieci z CCHS uczęszczają do zwykłych szkół i są narażone na niebezpieczeństwa związane ze spożyciem alkoholu i zażywaniem narkotyków; jako że alkohol i większość substancji psychoaktywnych hamuje ośrodek oddechowy, u pacjentów z CCHS notowano zarówno śpiączkę, jak i zgony związane ze spożyciem alkoholu. Sugerowano, że dodatkowym czynnikiem zwiększającym śmiertelność pacjentów z CCHS na takim tle jest obniżony próg lęku, zmniejszający świadomość zagrożeń związanych z impulsywnymi zachowaniami.

## Rozpoznanie
W 2001 roku zaproponowano kryteria rozpoznawcze CCHS:
- stała hipowentylacja podczas snu (PaCO2 >60 mm Hg);
- wystąpienie objawów w ciągu pierwszych lat życia;
- brak współistniejącej choroby płuc lub dysfunkcji nerwowo-mięśniowej, mogącej powodować hipowentylację;
- brak współistniejącej choroby serca.

## Diagnostyka różnicowa
Różnicowanie CCHS powinno polegać na wykluczeniu innych, częstszych przyczyn takiego zespołu objawów: pierwotnych chorób nerwowo-mięśniowych, płuc lub serca, uszkodzenia pnia mózgu, niedojrzałości spowodowanej wcześniactwem, asfiksji, infekcji, urazów lub guzów. Kilka chorób o podłożu genetycznym również może trochę przypominać CCHS, są to między innymi:
- miopatia miotubularna związana z chromosomem X (XLMTM, OMIM 310400)
- miopatia typu multiminicore (MmD, OMIM 255320, OMIM 602771, OMIM 117000)
- wrodzony zespół miasteniczny (CMS, OMIM 601462)

## Leczenie
Wszyscy pacjenci z CCHS wymagają dożywotniego wspomagania wentylacji podczas snu, a niektórzy przez cały czas. Możliwości wentylacji obejmują mechaniczną wentylację dodatnim ciśnieniem przez tracheotomię, nieinwazyjną wentylację dodatnim ciśnieniem, wentylację ujemnym ciśnieniem i rozruszniki przepony. Sama tlenoterapia nie jest wystarczającym leczeniem.

## Historia i etymologia
Zespół ośrodkowej idiopatycznej hipowentylacji opisali jako pierwsi Severinghaus i Mitchell w 1962 roku u trzech pacjentów, poddanych wcześniej operacji na szyjnym odcinku rdzenia kręgowego i pniu mózgu. Mellins i wsp. w 1970 roku przedstawili przypadek niemowlęcia z wrodzoną postacią choroby i dokonali przeglądu piśmiennictwa.
Nazwa choroby wiąże się z mitem o Ondynie, bogince popularnej w mitologii nordyckiej. Według niego Ondyna zakochała się w zwykłym śmiertelniku, który był jej niewierny. Za karę rzucono na niego klątwę, która sprawiła, że aby móc oddychać, musiał o tym pamiętać. Gdy zapadł w sen, nie mógł oddychać i zmarł. Z różnych względów nazwa jednostki chorobowej jest zastępowana terminem zespołu wrodzonej hipowentylacji; poza tym, w micie rzucającym klątwę był władca Ondyny, a nie ona sama.